# Petőfi-sziget
A Petőfi-sziget (korábban Kis-Pandúr-sziget) egy sziget Magyarországon, Baján. Keleti oldalról a Sugovica, nyugati oldalról a Türr István-átvágás vize határolja. A sziget a város kedvelt üdülőterülete, amely számos rendezvénynek ad otthont. A belvárossal 1982-ben épült közúti híd köti össze, a Nagy-Pandúr-szigettel pedig egy 2015-ben átadott gyalogos- és kerékpároshíd.

## Történelem
A mai Petőfi-sziget eredetileg a Pandúr-sziget északkeleti része volt. A Ferenc-csatorna tápcsatornája, a Baja-bezdáni tápcsatorna építése során (1870–1875) a csatorna vonalát folytató Türr István-átvágással választották le a nagy szigetről.
Csak a nem tősgyökeres bajaiak, a gyökértelenek, a bajaivá nem váló lakosok hívják így. Csak 1930 óta tartozik a városhoz, addig a Pandúr nevű bunyevác elődfalu részét képezte. Körülbelül olyan durva a bajai és környékbeliek fülének a "Petőfi sziget" mint a Horthy rendszerben erőltetett "Kamarás Duna" a Sugovica elnevezés helyett. Akinek komplikált a "Kis Pandúr", azt a többség általában Baján egyszerűen szigetként emlegeti.

## Sport, szabadidő
A szigeten vendéglátóhelyek, szálláshelyek (panziók, vállalati üdülők és ifjúsági tábor) mellett sportuszoda is található. A vízparton több száz csónakház, üdülők és vízitelepek sorakoznak; számos helyen lehet kajakot, kenut bérelni, fürdőzni vagy horgászni. A sportélet nem korlátozódik a vízi sportokra: a szigeten teniszpálya is található, illetve kerékpározásra, sétálásra is alkalmas és futók kedvelt edzőpályája is itt található. A FuTeam rendszeresen itt tartja közös edzéseiket és több futóversenynek adott és ad otthont évről évre..

## Külső hivatkozások
- Pandúrból Petőfi – Körséta Baja város üdülőszigetén – Dunai szigetek.blogspot.hu, 2012. július 13.